# NK Litija
NK Litija je nogometni klub iz Litije, Gorenjska, Republika Slovenija.

U sezoni 2024./25. natječe se u MNZ Ljubljana, petom rangu slovenskog nogometnog sustava.

## O klubu
NK Litija osnovan je 30. kolovoza 1929. godine, a u početku je djelovao u sastavu Športskog kluba Litija.
Dok je postojala SFRJ, klub je dva puta igrao u Slovenskoj republičkoj ligi (1976./77. i 1978./79.), tada trećem rangu u Jugoslaviji. U sezoni 1977./78. bio je prisiljen spojiti se s Rudarom iz Trbovlja u Zasavje, nakon donošenja odluke zvane Portoroški sklepi.
Tijekom 1990-ih natjecao se u trećem rangu Slovenije, a od tada u ljubljanskom regionalnom prvenstvu.

## Unutarnje poveznice
- Litija

## Vanjske poveznice
- Službena web-stranica